# Стоунволл-инн

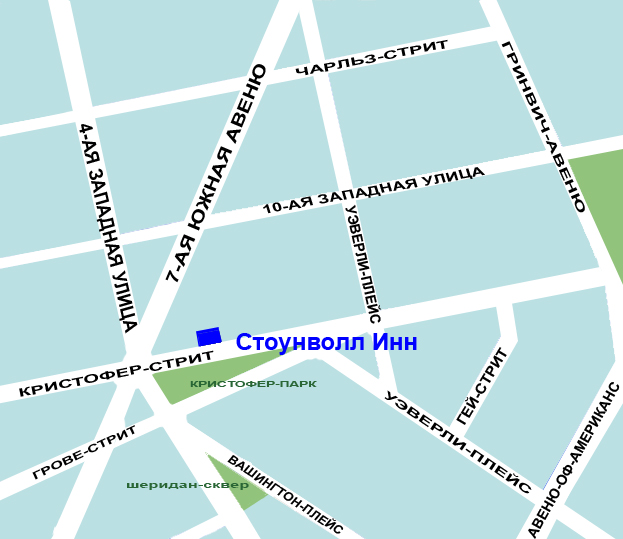
«Стоунволл-Инн» на карте Гринвич-Виллидж

«Стоунволл-инн» (англ. Stonewall Inn) — гей-бар на улице Кристофер-стрит в богемном манхеттенском квартале Гринвич-Виллидж. В 1969 году полицейская облава в «Стоунволл-инн» привела к первому крупному протестному выступлению геев, вошедшему в историю как Стоунволлские бунты. Бунты, по широко распространённому мнению, являются самым важным событием, приведшим к возникновению движения за права геев и современной борьбе за права ЛГБТ в Соединённых Штатах.
Оригинальный бар, работавший с 1967 по 1969 год, располагался по адресу 51-53 Кристофер-стрит, между Седьмой южной авеню и Уэверли-плейс. Вскоре после бунтов бар «Стоунволл-инн» прекратил свою деятельность и помещение в течение многих лет сдавалось в аренду разным предприятиям. С 1987 по 1989 год на 51 Кристофер-стрит работал бар «Стоунволл», а после его закрытия историческая вертикальная вывеска была снята с фасада здания. Ни один из первоначальных элементов внутренней отделки заведения «Стоунволл-инн» не сохранился. В 1990 году помещение на 53 Кристофер-стрит было сдано в аренду новому бару под названием New Jimmy’s at Stonewall Place, а примерно через год владелец бара сменил название на Stonewall. Нынешнее руководство приобрело бар в 2006 году и с тех пор он работает под названием Stonewall Inn.
Оба здания являются частью исторического района Гринвич-Виллидж, определённого Комиссией по сохранению памятников архитектуры города Нью-Йорка в апреле 1969 года. Здания и прилегающая территория были в 1999 году внесены в Национальный реестр исторических мест США, а в 2000 году внесены в список Национальных исторических памятников США. Они стали первыми объектами, связанными с ЛГБТК, внесёнными в Государственный и Национальный реестры исторических мест, и первыми национальными историческими достопримечательностями ЛГБТК. 23 июня 2015 года бар «Стоунволл-инн» стал первой достопримечательностью Нью-Йорка, признанной Комиссией по сохранению памятников архитектуры города Нью-Йорка на основании её статуса в истории ЛГБТ, а 24 июня 2016 года Стоунволлский национальный памятник стал первым в США национальным памятником, посвящённым движению за права ЛГБТК.

## История
Здание конюшни по адресу Кристофер-Стрит 51—53, было построено в 1843—1846 годах. В 1930-е годы здание было переоборудовано в ресторан. После пожара в марте 1966 года трое членов семьи Дженовезе перепрофилировали ресторан «Стоунволл-Инн» в гей-бар, инвестировав в него 3500 долларов США. По тем временам это был крупнейший гей-бар в стране.
Раз в неделю офицер полиции забирал конверт с наличными.[стиль] У Стоунволл-инн не было лицензии на продажу алкоголя, в баре отсутствовала питьевая вода, и стаканы мылись в бочке. Пожарные выходы в баре также отсутствовали. Хотя в баре не практиковалась проституция, там продавались наркотики. Это был единственный бар для геев в Нью-Йорке, где свободно можно было танцевать друг с другом, поскольку изначально «Стоунволл-Инн» позиционировал себя, как танцевальный клуб.
С 1969 года всех посетителей бара приветствовал вышибала, который проверял пришедших через дверной глазок. В первую очередь посетители должны были быть старше 18 лет. Во избежание нежелательных посетителей, а именно переодетых полицейских, которых называли: «Лили-Законница», «Алиса в синем платье» и «Бэтти со значком», охранник обычно пропускал только постоянных клиентов, либо людей с ярко выраженной гомосексуальной внешностью. Стоимость двух входных билетов (в выходные дни) составляла 3 доллара США. Внутри билеты можно было обменять на два напитка. В баре располагалось два танцпола, интерьер был окрашен в чёрный цвет, что делало помещение очень тёмным. По периметру бара были развешены специальные прожекторы. В случае, если в бар прорывалась полиция, прожекторы резко включались. Это было своеобразным сигналом для посетителей. В задней части бара был так называемый «зал для королев», который посещали мужчины, носившие грим и длинные волосы. Клиентами «Стоунволл-Инн» в основном были мужчины, однако и лесбиянки иногда приходили в бар. Возрастной диапазон клиентов был от 18 до 30 лет. «Стоунволл-Инн» очень быстро приобрёл известность за пределами Гринвич-Виллидж.
Полицейские рейды по гей-барам проходили в среднем раз в месяц. Многие бары были оборудованы специальными тайниками для хранения алкоголя. Администрация Шестого округа заранее предупреждала руководство бара о намечавшемся рейде, который обычно проводился достаточно рано, перед часами пиковой посещаемости, чтобы бар смог вернуться в свой обычный режим работы ночью. Во время рейда в баре зажигали свет, клиенты выстраивались в шеренгу и предоставляли удостоверения личности для проверки. Клиенты бара, у которых не было при себе удостоверения, арестовывались, остальным же позволялось спокойно уйти. Женщины обязаны были носить минимум три элемента женской одежды[прояснить]. В противном случае они арестовывались. При этом сотрудники и руководство баров также подвергались аресту.

## Настоящее время
В январе 2007 года было объявлено, что в «Стоунволл-Инн» проходит капитальный ремонт. В марте 2007 года бар вновь открылся.
В 2011 году «Стоунволл-Инн» стал местом проведения торжеств по случаю принятия Сенатом Нью-Йорка закона, разрешающего однополые браки.